# Щикульський Іван
Іва́н Щику́льський (псевдо: «Рубач», «Чародій») (*6 жовтня 1912, с. Рудки, Гусятинський район, Тернопільська область — †1997) — командир сотні «Чорноморці» ВО-3 «Лисоня».

## Життєпис
Народився 6 жовтня 1912 року в с. Рудки Гусятинського району Тернопільської області) в селянській родині. Закінчив сільську школу, продовжив навчання у Стрийській гімназії. 
З 1942 р. служив в українській допоміжній поліції. Був інструктором Поліційної школи у Львові.
У квітні 1944 р. приєднався до повстанських відділів. Направлений до новосформованої сотні УПА «Журавлі» (командир «Журавель» Юсип Ярослав) Групи «Магура», де був інструктором-вишкільником під псевдо «Рубач», а з липня 1944 р. призначений командиром чоти. 
Після переходу фронту в серпні 1944 р. скерований у рідні терени й у вересні-жовтні був інструктором підстаршинських курсів у Чортківській окрузі ОУН. Далі — командир боївки охорони провідника Кам'янець-Подільської округи ОУН «Бориса» (Зіновій Голуб'як). Наприкінці осені отримав поранення і перебував на лікування до початку 1945 р., коли був призначений організаційно-мобілізаційним референтом військової референтури Кам'янець-Подільської округи ОУН. З травня 1945 р. — командир сотні «Чорноморці» ВО-3 «Лисоня» УПА-Захід. 
У вересні 1945 р. переведений до теренової мережі підпілля, був провідником Проскурівського надрайонного проводу ОУН. Заарештований 11 березня 1949 р., погодився на співпрацю. Повернувся у підпілля і розповів про завдання МДБ. Після перевірки СБ ОУН продовжив підпільну боротьбу. Повторно заарештований 4 жовтня 1949 р.; десятник.